# Vandmand
 For alternative betydninger, se Vandmand (flertydig). (Se også artikler, som begynder med Vandmand)
Vandmanden (Aurelia aurita) også kaldet øre-gople eller almindelig gople er op til 40 centimeter i diameter, men ofte kun halvt så stor. Den findes langs Danmarks kyster, hvor den i mere beskyttede farvande kan optræde i stort antal.
Vandmanden formerer sig ved æg. Ud af disse kommer en lille planula-larve, der efter at have svømmet rundt en tid fæster sig på en sten eller et andet fast underlag og her udvikler sig til en lille, bægerformet polyp. I takt med, at polyppen vokser, dannes ringformede indsnøringer. Herfra afsnøres små vandmænd (kaldet ephyra), der udvikler sig til de vandmænd, vi normalt ser. Larven, som bliver til en polyp, er den ukønnede generation, og den er flerårig. Den kønnede medusegeneration, vandmanden, lever kun et halvt år, fra forår til efterår. I det tidlige forår bliver vandmanden større, og om sommeren er den kønsmoden, så hannernes sædceller befrugter hunnens æg, der sidder på dennes munddele. Æggene bliver siddende på hunnen, til larven er udviklet.
Vandmanden lever over det meste af verden i oceaner og langs kyster på steder uden for hård brænding. Føden består af plankton, som fæstner til slim på goplens overflade. Herfra transporteres føden langs radiale fødekanaler med aktiv transport ved hjælp af cilier (små "hår") til munden og ind i et hulrum med fordøjelsesenzymer. Vandmanden  er, ligesom sin slægtning “brandmanden” (Cyanea capillata) , forsynet med nældeceller, hvormed den kan lamme sit bytte. Planktonorganismer og mindre fisk. Nældecellerne hos vandmanden er dog ikke i stand til at trænge gennem huden hos mennesker og man mærker derfor ikke dens “stik”. 
Vandmanden er en gople, og består af 98 % vand. Vandmænd har flere naturlige fjender, heriblandt havskildpadder, eksempelvis læderskildpadden, og klumpfisk. I danske farvande kan fisk godt finde på at spise vandmandens midterstok "manubrium", da den kan have et større indhold af næring end resten af vandmanden.